# فوونتين فالي (كاليفورنيا)
فوونتين فالي (بالإنجليزية: Fountain Valley)‏ هي إحدى مدن مقاطعة أورانج، كاليفورنيا. تم إعطاءها لقب مدينة في 13 يونيو، 1957.

## التركيبة السكانية
حدّد مكتب تعداد الولايات المتحدة بيانات التركيبة السكانية لفوونتين فالي في تعداد الولايات المتحدة. في ما يلي، التركيبة السكانية حسب تعدادي 2000 و2010.

### تعداد عام 2000
بلغ عدد سكان فوونتين فالي 54,978 نسمة بحسب تعداد عام 2000، وبلغ عدد الأسر 18,162 أسرة وعدد العائلات 14,227 عائلة مقيمة في المدينة. في حين سجلت الكثافة السكانية 2,336.5 نسمة لكل كيلومتر مربع (6,051.5/ميل2). وبلغ عدد الوحدات السكنية 18,473 وحدة بمتوسط كثافة قدره 785.1 لكل كيلومتر مربع (2,033.4/ميل2).
وتوزع التركيب العرقي للمدينة بنسبة 64.02% من البيض و1.11% من الأمريكيين الأفارقة و0.46% من الأمريكيين الأصليين و25.76% من الأمريكيين ذوي الأصول الآسيوية و0.40% من سكان جزر المحيط الهادئ و3.95% من الأعراق الأخرى و4.30% من عرقين مختلطين أو أكثر و10.68% من الهسبانيون أو اللاتينيون من أي عرق.
بلغ عدد الأسر 18,162 أسرة كانت نسبة 38.6% منها لديها أطفال تحت سن الثامنة عشر تعيش معهم، وبلغت نسبة الأزواج القاطنين مع بعضهم البعض 63.4% من أصل المجموع الكلي للأسر، ونسبة 10.5% من الأسر كان لديها معيلات من الإناث دون وجود شريك، بينما كانت نسبة 4.5% من الأسر لديها معيلون من الذكور دون وجود شريكة وكانت نسبة 21.7% من غير العائلات. تألفت نسبة 16% من أصل جميع الأسر من عدة أفراد يعيشون في نفس المنزل ونسبة 5.5% كانت تتألف من شخص يعيش بمفرده يبلغ من العمر 65 عاماً أو أكثر. وبلغ متوسط حجم الأسرة المعيشية 3.00، أما متوسط حجم العائلات فبلغ 3.35.
بلغ العمر الوسطي للسكان 38.1 عاماً. وكانت نسبة 23.5% من القاطنين تحت سن الثامنة عشر، وكانت نسبة 7.9% بين الثامنة عشر والرابعة والعشرين عاماً، ونسبة 30% كانت واقعةً في الفئة العمرية ما بين الخامسة والعشرين والرابعة والأربعين عاماً، ونسبة 27.1% كانت ما بين الخامسة والأربعين والرابعة والستين، ونسبة 10.5% كانت ضمن فئة الخامسة والستين عاماً فما فوق. يوجد لكل 100 أنثى 96.5 ذكر، ويوجد لكل 100 أنثى في الثامنة عشر من عمرها فما فوق 94.0 ذكر.
بلغ متوسط دخل الأسرة في المدينة 69,734 دولارًا، أما متوسط دخل العائلة فبلغ 74,502 دولارًا. وكان متوسط دخل الذكور 50,399 دولارًا مقابل 36,089 دولارًا للإناث. وسجل دخل الفرد الخاص بالمدينة 26,521 دولارًا. وكانت نسبة 3% من العائلات ونسبة 4.3% من السكان تحت خط الفقر، وكان من هؤلاء نسبة 5% تحت سن الثامنة عشر ونسبة 6% في الخامسة والستين من العمر وما فوق.

### تعداد عام 2010
بلغ عدد سكان فوونتين فالي 55,313 نسمة بحسب تعداد عام 2010، وبلغ عدد الأسر 18,648 أسرة وعدد العائلات 14,214 عائلة مقيمة في المدينة. في حين سجلت الكثافة السكانية 2,350.7 نسمة لكل كيلومتر مربع (6,088.3/ميل2). وبلغ عدد الوحدات السكنية 19,164 وحدة بمتوسط كثافة قدره 814.4 لكل كيلومتر مربع (2,109.3/ميل2).
وتوزع التركيب العرقي للمدينة بنسبة 56.45% من البيض و0.92% من الأمريكيين الأفارقة و0.41% من الأمريكيين الأصليين و33.30% من الأمريكيين ذوي الأصول الآسيوية و0.31% من سكان جزر المحيط الهادئ و4.42% من الأعراق الأخرى و4.19% من عرقين مختلطين أو أكثر و13.11% من الهسبانيون أو اللاتينيون من أي عرق.
بلغ عدد الأسر 18,648 أسرة كانت نسبة 34% منها لديها أطفال تحت سن الثامنة عشر تعيش معهم، وبلغت نسبة الأزواج القاطنين مع بعضهم البعض 59.7% من أصل المجموع الكلي للأسر، ونسبة 11.3% من الأسر كان لديها معيلات من الإناث دون وجود شريك، بينما كانت نسبة 5.2% من الأسر لديها معيلون من الذكور دون وجود شريكة وكانت نسبة 23.8% من غير العائلات. تألفت نسبة 18.5% من أصل جميع الأسر من عدة أفراد يعيشون في نفس المنزل ونسبة 9.5% كانت تتألف من شخص يعيش بمفرده يبلغ من العمر 65 عاماً أو أكثر. وبلغ متوسط حجم الأسرة المعيشية 2.94، أما متوسط حجم العائلات فبلغ 3.34.
بلغ العمر الوسطي للسكان 42.6 عاماً. وكانت نسبة 21% من القاطنين تحت سن الثامنة عشر، وكانت نسبة 8.4% بين الثامنة عشر والرابعة والعشرين عاماً، ونسبة 24.1% كانت واقعةً في الفئة العمرية ما بين الخامسة والعشرين والرابعة والأربعين عاماً، ونسبة 29% كانت ما بين الخامسة والأربعين والرابعة والستين، ونسبة 17.6% كانت ضمن فئة الخامسة والستين عاماً فما فوق. وتوزع التركيب الجنسي للسكان بنسبة 48.7% ذكور و51.3% إناث.

## أعلام
- كيفن هويوس
- فيلي أير
- كارل هاري
- تايلور ساندر
- ريان هانسن
- إيرل روبنسون
- رونالد روبرتسون
- روكي ستون
- والي جورج